# NK Vatrogasac Husain
NK Vatrogasac je nogometni klub iz Husaina. 
Trenutačno se natječe u 2. ŽNL NS Kutina.